# Tàu vũ trụ Deep Impact

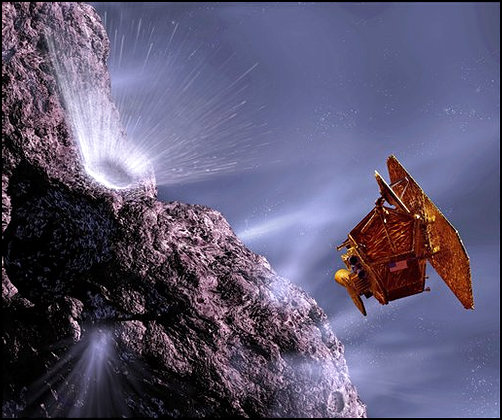
Mô tả của họa sĩ về tàu Deep Impact đang bắn phá sao chổi Tempel 1. Các nhà khoa học hy vọng sự va chạm này sẽ giúp họ khám phá ra nhiều điều bí mật về vũ trụ.

Deep Impact là một thí nghiệm của cơ quan hàng không vũ trụ Mỹ (NASA) với mục đích nghiên cứu cấu tạo bên trong của sao chổi Tempel 1.
Vào lúc 1 giờ 47 phút sáng 13 tháng 1 năm 2005 (giờ Hà Nội), phi thuyền Deep Impact của NASA đã rời mũi Canaveral trên tên lửa Delta II bắt đầu cuộc hành trình của mình. Ngày 3-7, phi thuyền thả vật tác động - một "viên đạn" đồng có đường kính 1m, nặng 370 kg - vào đường đi của sao chổi Tempel 1 (Tempel 1 có kích cỡ bằng 50% diện tích đảo Manhattan, New York). Vật tác động lao vào tâm sao chổi với tốc độ 37.000 km/giờ, đủ để làm bốc hơi khối đồng. Trong 22 giờ tiếp theo, các thiết bị dẫn đường của Deep Impact cũng như các nhân viên mặt đất ở cách xa 133 triệu km sẽ điều khiển để cả phi thuyền lẫn vật tác động lao về phía sao chổi. Chỉ vài giây trước khi va chạm, một máy quay phim trên vật tác động sẽ chụp và chuyển tiếp hình ảnh tâm sao chổi trở lại Deep Impact. Cuối cùng, vật tác động sẽ lao vào tâm sao chổi với tốc độ 37.000 km/giờ, đủ để làm bốc hơi khối đồng. Trong khi đó, Deep Impact sẽ lướt ngang bên dưới sao chổi ở khoảng cách gần 500 km.
Miệng hố do vụ va chạm tạo ra ở tâm, sao chổi có thể to bằng một ngôi nhà lớn hoặc một sân vận động bóng đá, sâu từ 2 tới 14 tầng. Các mảnh băng và bụi sẽ bắn ra từ miệng hố, tiết lộ vật chất ở bên dưới. Deep Impact bay ngang qua chỉ có 13 phút để quan sát và ghi lại vụ va chạm, vật chất bắn ra từ miệng hố cũng như cấu trúc và thành phần bên trong của hố trước khi nó chịu tác động của cơn bão hạt từ tâm sao chổi. Deep Impact có bốn máy thu thập dữ liệu để quan sát vụ va chạm, một camera và quang phổ kế hồng ngoại
Tiến sĩ Michael A'Hearn, kỹ sư trưởng của Deep Impact, cho biết 24 giờ cuối cùng trong cuộc đời của vật tác động sẽ cung cấp cho giới khoa học dữ liệu tuyệt vời nhất trong lịch sử nghiên cứu sao chổi. Với thông tin thu thập được, họ sẽ biết rõ hơn về bản chất và cấu trúc của sao chổi. Đặc biệt, Deep Impact sẽ giúp giới khoa học nhìn thoáng qua bề mặt bên dưới của sao chổi, nơi vật chất từ thời kỳ hình thành Thái dương hệ vẫn không thay đổi là bao, giúp trả lời một số câu hỏi về sự hình thành của Thái dương hệ.
Các tính toán cho thấy khả năng vật tác động đi chệch mục tiêu là chưa tới 1%. Phần mềm định hướng tự động đã được thử nghiệm trong không gian. NASA đảm bảo rằng dù miệng hố có lớn thế nào chẳng nữa thì nó cũng sẽ không làm thay đổi quỹ đạo của sao chổi quanh mặt trời và không làm cho sao chổi đi theo quỹ đạo va chạm với Trái Đất. Các nhà khoa học cũng hy vọng, nhờ có Deep Impact họ sẽ biết được một điều gì đó về việc làm chệch hướng sao chổi. Một lợi ích khác nữa là bằng cách tìm hiểu các thành phần của sao chổi, NASA có thể sử dụng chúng trong tương lai làm giếng nước hoặc trạm tiếp nhiên liệu cho các sứ mạng thăm dò vũ trụ.

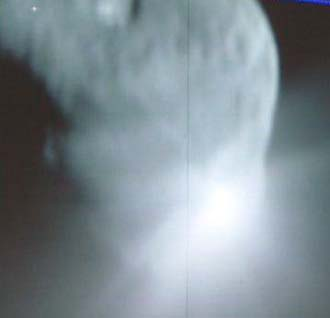
The above image from NASA TV is a view from Deep Impact's flyby showing the impactor colliding with comet Tempel 1
HRIV Movie of impact (flyby)
ITS Movie of impact (impactor)
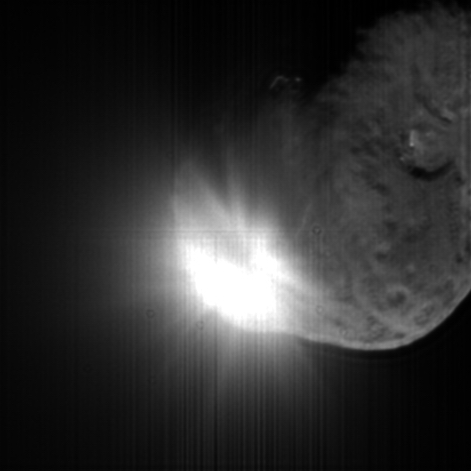
Deep Impact collided with comet Tempel 1
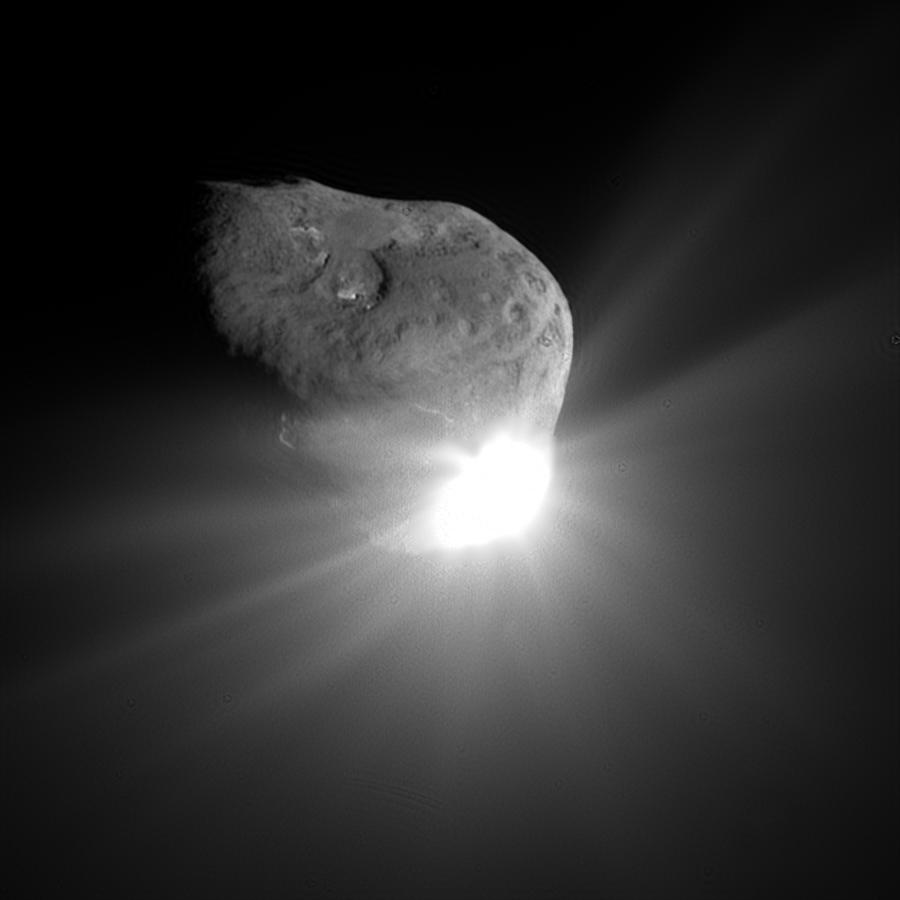
Nucleus of comet Tempel 1, after impact